# مورغان روز
مورغان روز (بالإنجليزية: Morgan Rose)‏ هو منتج أسطوانات وملحن وموسيقي ومغني أمريكي، ولد في 13 ديسمبر 1968 في أتلانتا في الولايات المتحدة.

## وصلات خارجية
- الموقع الرسمي
- مورغان روز على موقع IMDb (الإنجليزية)
- مورغان روز على موقع ميوزك برينز (الإنجليزية)
- مورغان روز على موقع ديسكوغز (الإنجليزية)
- مورغان روز على موقع قاعدة بيانات الفيلم (الإنجليزية)